# ميد راديو
ميد راديو هي إذاعة مغربية،  التي تعد أول إذاعة بالمملكة المغربية[بحاجة لمصدر]، فالإذاعة تبث عدة برامج منها «بشائر الصباح» و«قهوة الصباح» و«لالة مولاتي» الذي يهتم بالمطبخ وآخر المستجدات في الموضة، و«نصيحة قانونية» الذي يعالج القضايا القانونية للمواطنين، و«ساعة مبروكة مع جليل» و«بكل وضوح» و «في قفص الاتهام»، وغيرها من البرامج الأخرى. والإذاعة تتخذ جملة «ميد راديو الإذاعة القريبة منكم» شعارا لها.
الإذاعة تابعة لشركة SAI (الشركة الدولية للإعلام السمعي البصري) التي يرأس مجلس إدارتها أحمد الشرعي.

## البرامج
تبث ميد راديو شبكة من البرامج الدينية، الترفيهية، الصحية والأسرية، اجتماعية، القانونية، الثقافية، الرياضية، السياسية والفنية:
- بشائر الصباح
- قهوة الصباح
- لالة مولاتي
- نصيحه قانونية
- ساعة مبروكة مع جليل
- بكل وضوح
- في قفص الإتهام
- أسرار النجوم
- برنامج حجة وزيارة
- Med Dédicaces
- Med Show
- قلوب رحيمة
- الدين والحياة
- كلام طيب